# Antoni Mas i Zamora
Antoni Mas i Zamora, conegut com a Tito Mas, (Barcelona, 13 d'agost de 1926 - Alcoi, 2 de febrer de 1963) fou un jugador d'hoquei sobre patins català de les dècades de 1940 i 1950.

## Trajectòria
Pel que fa a clubs, començà a destacar al Cerdanyola CH el 1941, passant l'any següent al RCD Espanyol, club on passà la major part de la seva carrera, excepte una breu estada a Cerdanyola CH i Girona HC.
Amb la selecció espanyola participà en set campionats del Món (1947, 1948, 1949, 1950, 1951, 1952, 1952, 1954). En total fou 64 cops internacional, entre 1947 i 1954. Fou medalla d'argent al Mundial de Lisboa de 1949 i or a Barcelona 1951. En aquest campionat jugà al costat d'homes com Joan Antoni Zabalia, Ramon Bassó, Joan Orpinell, Josep Llinàs o Jordi Trias, dirigits a la banqueta per Joan Antoni Samaranch. Mas en fou l'estilet, amb 27 gols marcats en nou partits, la majoria en combinació amb Trias. El febrer de 1953 anuncià la seva retirada esportiva, però un any més tard es reincorporà a la selecció espanyola per guanyar un nou Mundial a Barcelona. També jugà amb la Selecció catalana (dita de Barcelona) l'any 1949 el Tornejos Internacionals de Lisboa i Porto.
En el seu palmarès, a més dels dos campionats mundials, destaquen sis campionats de Catalunya, cinc campionats/copes d'Espanya i dues copes de les nacions. També fou seleccionador espanyol en el canvi de dècada de 1950 a 1960.
Va morir jove l'any 1963 després d'una greu malaltia.

## Palmarès
RCD Espanyol
- Campionat de Catalunya:
  - 1943, 1944, 1947, 1948, 1949, 1950, 1951, 1952, 1953
- Campionat d'Espanya:
  - 1944, 1947, 1948, 1949, 1951
- Copa de les Nacions:
  - 1953

Cerdanyola HC
- Campionat de Catalunya:
  - 1945

Espanya
- Copa de les Nacions:
  - 1952
- Campionat del Món:
  - 1951, 1954